# Phare d’entrée atlantique (arrière)
Le phare d’entrée atlantique (arrière) (en anglais : Atlantic Entrance Range Rear Lighthouse) est un phare actif situé en avant des écluses de Gatún, sur le canal de Panama, dans la province de Colón au Panama. Il est géré par la Panama Canal Authority .

## Histoire
Ce phare a été mis en service en 1914. Il est situé à 500 mètres à l’est des écluses de Gatún. Ce feu d’alignement arrière, à 1,2 km au sud du feu d’alignement central fonctionne conjointement avec ce dernier pour donner l’alignement d’entrée en écluse.

## Description
Ce phare est une tour cylindrique en béton, avec une galerie et une lanterne de 14 m de haut. La tour est peinte en blanc. Son feu à occultations émet, à une hauteur focale de 48 m, un feu vert clignotant visible seulement sur la ligne d’entrée. Sa portée est de 15 milles nautiques (environ 28 km).
Identifiant : ARLHS : PAN-018 - Amirauté : J6094.211 (ex-J6132.2) - NGA : 110-16620 .
|                              |
| Diagramme du canal de Panama |

### Lien connexe
- Liste des phares du Panama